# Catenocola hobbyi
Catenocola hobbyi är en insektsart som beskrevs av Young 1986. Catenocola hobbyi ingår i släktet Catenocola och familjen dvärgstritar. Inga underarter finns listade i Catalogue of Life.